# Ferrara Candy Company
La Ferrara Candy Company è un'azienda dolciaria di Chicago, negli Stati Uniti d'America.

## Storia

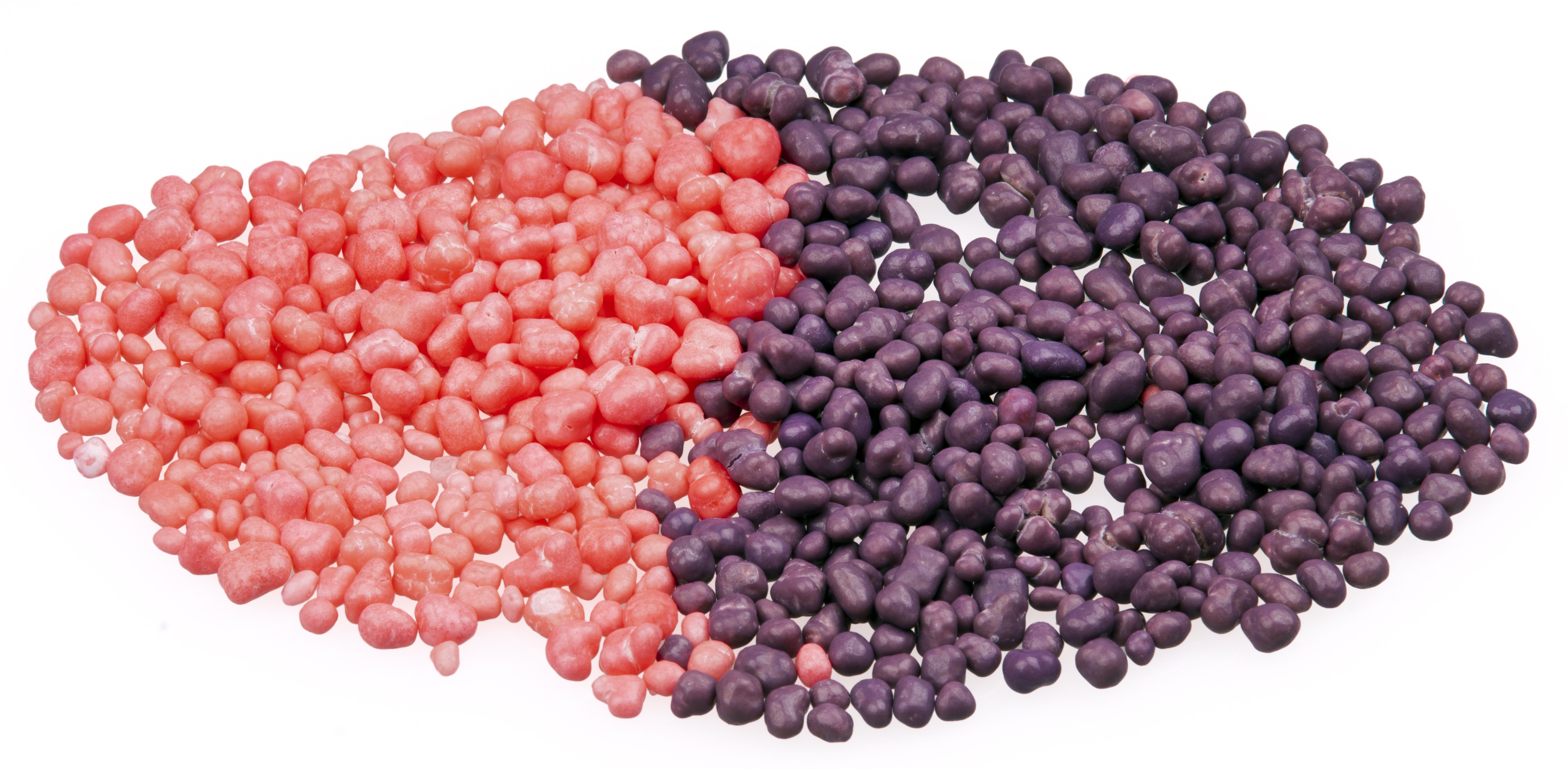
Le Nerds, uno dei prodotti della Ferrara Candy Company

La Ferrara risale agli inizi del Novecento quando Salvatore Ferrara, membro di una famiglia di panettieri di Nola, si trasferì dapprima a New York ove aprì una panetteria, e poi nel quartiere italiano di Chicago, ove iniziò a vendere caramelle e confetti che ebbero grande successo. Nel mentre, Ferrara fondò un esercizio commerciale di due piani al numero 2200 di W. Taylor street col sostegno di due cognati di nome Salvatore Buffardi e Anello Pagano. Nel 2012, la Ferrara Candy Company si fuse con la Farley's & Sathers. Nel 2017, l'azienda chicagoana venne ufficialmente acquisita dalla Ferrero.